# Grutas de Juxtlahuaca
Grutas de Juxtlahuaca är en grotta i Mexiko.   Den ligger i kommunen Chilapa de Álvarez och delstaten Guerrero, i den södra delen av landet, 220 km söder om huvudstaden Mexico City. Grutas de Juxtlahuaca ligger 875 meter över havet.
Terrängen runt Grutas de Juxtlahuaca är varierad. Runt Grutas de Juxtlahuaca är det ganska glesbefolkat, med 38 invånare per kvadratkilometer. Närmaste större samhälle är Chilapa de Alvarez, 17,3 km norr om Grutas de Juxtlahuaca. I omgivningarna runt Grutas de Juxtlahuaca växer huvudsakligen savannskog.